# Radar de penetração no solo

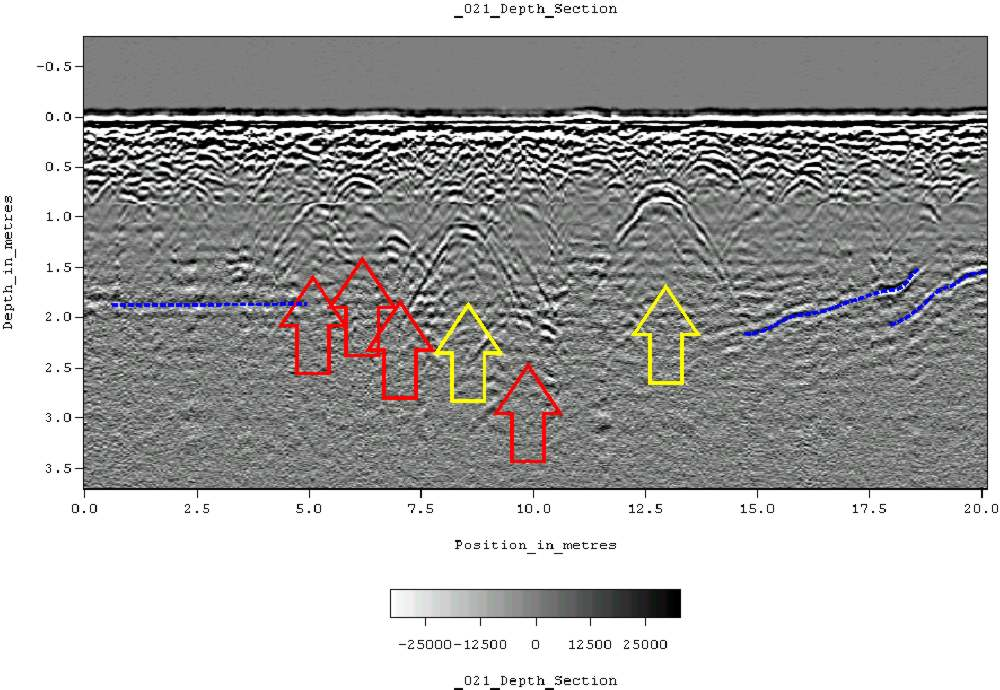
Gráfico de um levantamento feito com radar de penetração no solo num cemitério histórico de Alabama, Estados Unidos

Radar de penetração no solo ou georradar (de acrónimo GPR) é uma técnica de aquisição de informação espacial que se utiliza para investigar ou detetar objetos e estruturas sob o solo.
Crê-se que a primeira aplicação foi feita em 1929 na Áustria para determinar a espessura de um glaciar. A mesma tecnologia foi usada, por exemplo, no Ártico para determinar a espessura do gelo e poder avaliar se um avião poderia aterrar sobre a zona.
O GPR também se utiliza para investigar as propriedades das camadas de solo. Nos últimos 70 anos têm aumentado consideravelmente as aplicações, por exemplo, em geofísica.
É um método eletromagnético de alta frequência (de 50 a 1600 MHz), com capacidade de adquirir grande quantidade de informação num tempo reduzido. Este sistema gera imagens do subsolo utilizando como fonte transmissora uma antena eletromagnética que emite um sinal a uma frequência fixa que pode penetrar sedimentos, rocha, gelo ou outros tipos de materiais naturais ou artificiais.
Basicamente, o que o GPR detecta são alterações nas características eletromagnéticas dos materiais do subsolo, já que serão os parâmetros que definem estas características os que, juntamente com as características da onda emitida, determinarão a propagação da energia através do meio. Os equipamentos GPR disponíveis atualmente no mercado podem classificar-se em duas categorias: equipamentos de propósito generalista e equipamentos específicos para certas aplicações. Os primeiros são os mais versáteis e costumam permitir a ligação de antenas de diversos tipos, com um leque de frequências muito variado. Já para os equipamentos orientados para certas aplicações não é necessária grande experiência prévia para a sua utilização, pois são menos parâmetros de configuração.
Algumas aplicações:
- Em construção e engenharia em geral.
- Auditorias ao meio ambiente e avaliação de sítios.
- Avaliação de sítios industriais em uso ou abandonados.
- Estudos de aptidão e corretivos em áreas sensíveis.
- Estudos geológicos e arqueológicos.

## Penetração e resolução
A penetração da onda eletromagnética depende da frequência de transmissão e propriedades elétricas do meio em que se propaga, de forma que, com antenas de baixa frequência, alcança-se melhor penetração do que com antenas de alta frequência, sacrificando a resolução lateral no processo. Da mesma forma obtém-se uma boa penetração em materiais que sejam pobres condutores (areia seca, granito, calcário, cimento) já que a atenuação do sinal de radar em materiais condutores, tais como areias argilosas, é muito maior.
A resolução melhora ao ser aumentada a frequência de transmissão do sinal de radar. Portanto, é comum o uso de frequências de transmissão diferentes no mesmo estudo. No entanto, haverá sempre um compromisso entre melhorar a resolução à custa de perder o poder de penetração. Por exemplo, em condições ideais, antenas de 1200-500 MHz são capazes de penetrar entre 0,5 a 5 metros com uma resolução de 0,5 a 5 cm, enquanto com o mesmo material e antenas de 80-300 MHz chega-se a profundidades de 10 a 25 metros, mas com uma resolução de apenas 15 a 100 cm.

## Aplicações

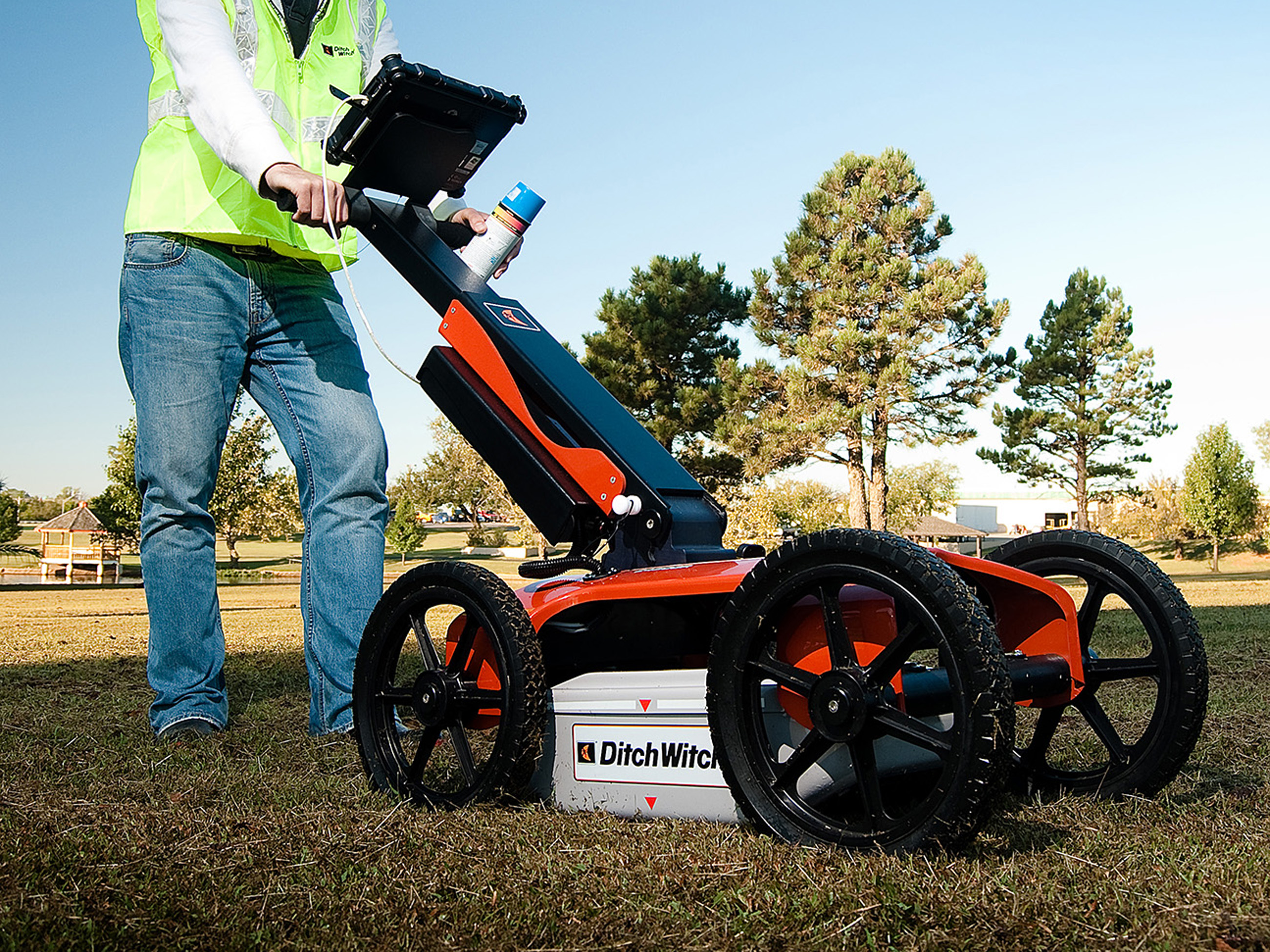
Radar de penetração no solo em uso, perto de Stillwater (Oklahoma) em 2010

O GPR tem muitas aplicações, em muitos campos. Em geociências é usado para estudar leitos rochosos, solos, água subterrânea e gelo. Aplicações de engenharia incluem ensaios não destrutivos de estruturas e pavimentos, localização de estruturas e equipamentos subterrâneos como canos, etc. Em remediação ambiental, o GPR é usado para definir aterros e outros locais enquanto em geofísica arqueológica é usado para mapeamento de entidades arqueológicas e cemitérios. O GPR é ainda usado pelas forças policiais para detetar túmulos clandestinos e provas de crimes. Os usos militares incluem a detecção de minas, materiais perigosos e túneis.
As aplicações do georradar podem ser divididas em duas classificações que se baseiam sobretudo nos intervalos de frequências usados pelas antenas. Para aplicações geológicas, onde a profundidade de penetração tende a ser mais importante que uma resolução fina (capacidade de distinguir corpos diferentes com dimensões reduzidas), são utilizadas antenas que operam com frequências inferiores a 500 MHz. Para aplicações típicas de engenharia, ou mesmo geológicas em que o interesse esteja sobretudo centrado nas camadas superficiais do solo e onde se pretende ter uma grande resolução espacial, utilizam-se antenas com frequências típicas entre 900 MHz e os 1 a 4 GHz.